# Villa Trissino (Cricoli)
Villa Trissino is een villa in Cricoli, net buiten de grenzen van Vicenza (Veneto, Italië), gebouwd rond 1534 door of met Andrea Palladio voor de Venetiaanse edelman, humanist en poëet Gian Giorgio Trissino.
De jonge steenhouwer Andrea di Pietro was aan het werk bij de verbouwing van de familievilla van de Trissino familie, en zijn inzichten en ideeën vielen erg in de smaak van Gian Giorgio Trissino die de jonge man onder zijn hoede nam, hem introduceerde in Rome en Venetië en een opleiding aanbood. Di Pietro noemde zich later als architect Andrea Palladio en bleef levenslang bevriend met Trissino. Palladio tekende dus zeker niet de plannen uit voor de Villa Trissino maar heeft een onbepaalde rol gespeeld in de uiteindelijke realisatie. Villa Trissino wordt hierbij beschouwd als de eerste van de Palladiaanse villa's.
Villa Trissino werd als onderdeel van Vicenza en de Palladiaanse villa's in Veneto door de commissie voor het Werelderfgoed erkend als UNESCO werelderfgoed. Vicenza en drie villa's waaronder Villa Trissino werden in 1994 tijdens de 18e sessie van de Commissie voor het Werelderfgoed bijgeschreven op de werelderfgoedlijst. 22 bijkomende villa's werden tijdens de 20e sessie in 1996 erkend.
Stad Vicenza en de Palladiaanse villa's van Veneto · Villa Trissino (Cricoli) · Villa Gazzotti Grimani · Villa Almerico Capra, La Rotonda · Villa Angarano · Villa Caldogno · Villa Chiericati · Villa Forni Cerato · Villa Godi · Villa Pisani · Villa Poiana · Villa Saraceno · Villa Thiene · Villa Trissino · Villa Valmarana · Villa Valmarana · Villa Badoer, La Badoera · Villa Barbaro · Villa Emo · Villa Zeno ·  Villa Foscari, La Malcontenta ·  Villa Pisani · Villa Cornaro ·  Villa Serego · Villa Piovene